# Gare de Kuki (Saitama)
La gare de Kuki (久喜駅, Kuki-eki) est une gare ferroviaire de la ville de Kuki, dans la préfecture de Saitama au Japon. La gare est exploitée par les compagnies JR East et Tōbu.

## Situation ferroviaire
La gare est située au point kilométrique (PK) 48,9 de la ligne principale Tōhoku (ligne Utsunomiya) et au PK 47,7 de la ligne Tōbu Isesaki.

## Histoire
La gare de Kurihashi a été inaugurée le 16 juillet 1885. La ligne Tōbu Isesaki y arrive le 27 août 1899.

## Service des voyageurs

### Accueil
La gare dispose d'un bâtiment voyageurs, avec guichets, ouvert tous les jours.

### Desserte

#### JR East
- Ligne Utsunomiya :
  - voies 1 et 2 : direction Oyama et Utsunomiya
  - voie 3 : direction Ōmiya, Tokyo (par la ligne Ueno-Tokyo), Shinjuku (par la ligne Shōnan-Shinjuku), Yokohama et Ōfuna

#### Tōbu
- Ligne Tōbu Isesaki :
  - voies 1 à 2 : direction Tatebayashi, Ōta, Isesaki et Akagi
  - voies 2 à 4 : direction Tōbu-dōbutsu-kōen, Kita-Senju (interconnexion avec la ligne Hibiya pour Naka-Meguro), Oshiage (interconnexion avec la ligne Hanzōmon pour Shibuya) et Asakusa